# Madoniscus termitis
Madoniscus termitis is een pissebed uit de familie Styloniscidae. De wetenschappelijke naam van de soort is voor het eerst geldig gepubliceerd in 1950 door Paulian de Felice.